# مقاطعة سبزوار
مقاطعة سبزوار (بالفارسية: شهرستان سبزوار) هي إحدى مقاطعات محافظة خراسان رضوي في إيران. كان عدد سكان المقاطعة سنة 2006 حوالي 273,898 نسمة.